# European Article Number

ISBN-13 jako aplikace EAN-13 s prefixem 978 (další číslice 3 znamená německou jazykovou oblast)

European Article Number (EAN), od roku 2009 International Article Number nebo Global Trade Item Number (GTIN), česky Mezinárodní číslo obchodní položky, je jednotná mezinárodní číselná identifikace zejména spotřebních výrobků a dalších obchodovatelných položek, která se na výrobky často tiskne v podobě čárového kódu. Díky tomu se pak například pokladní v obchodě sejmutím čárového kódu spojí s databází a převezme odtud cenu a popis produktu, který automatická pokladna vytiskne zákazníkovi na účtenku.

## Popis
Systém číslování EAN/GTIN vznikl spojením řady předchozích (například UPC, ISBN) v roce 2005 a kód se tvoří na několika úrovních. Kód může mít 8, 12, 13 nebo 14 znaků (EAN-8, EAN-12, EAN-13 a EAN-14), poslední číslice je vždy kontrolní. Nejužívanějším je kód EAN-13, který tvoří:
- GS1 prefix, označuje členskou organizaci, jíž je dodavatel členem, případně speciální typ kódu, např. 978 a 979 pro ISBN (tzv. Bookland) nebo 977 pro ISSN, některé prefixy jsou určeny pro lokální použití, například pro označení váženého zboží. Protože dodavatel může vyrábět zboží kdekoli ve světě, prefix neoznačuje nutně zemi původu zboží. Pro GS1 Czech je vyhrazen prefix 859, pro GS1 Slovakia 858, Německo 400-440, Japonsko 450-459 a 490-499 atd.[1] Tyto prefixy uděluje společnost GS1 se sídlem v Bruselu.
- Číslo producenta, které uděluje (obvykle národní) členská organizace.
- Pořadové číslo produktu, které si stanoví producent sám.
- Kontrolní číslice - doplňková číslice sloužící k ověření, že čarový kód byl načten správně. Určí se jako doplněk ke kontrolnímu součtu, aby výsledek byl dělitelný 10 (modulo 10). Pro výpočet kontrolního součtu jsou číslice kódu násobeny váhou (1 nebo 3), poslední číslice vpravo má vždy váhu 3 a pak se váhy pravidelně střídají. V důsledku systém EAN-13 detekuje jakoukoli chybu jedné číslice a 90 % případů prohozených dvojic číslic (není-li rozdíl prohozených číslic 5).

Zkrácený EAN-8, který prefix neobsahuje, se používá výhradně pro drobné zboží.
Kód UPC-A, který je 12místný, se na EAN-13 převede prefixem 0.

### Kódování číslic včárovém kódu
Pro převod GTIN čísel do čárových kódů EAN-13, EAN-8 a UPC-A se používá binární kódování. Kódovaná data jsou obvykle vytištěna v čitelné podobě pod čárovým kódem.
Pro kódování 13místného čísla EAN-13 jsou číslice rozděleny následovně:
- první číslice
- první skupina 6 číslic (číslice 2 až 7)
- druhá skupina 6 číslic (číslice 8 až 13)

Tištěný čárový kód pro EAN-13 obsahuje 95 ploch (modulů) konstantní šířky. Každá plocha může být buď černá (1) nebo bílá (0). Struktura čárového kódu je:
- 3 oblasti pro značku startu (101)
- 42 oblastí (sedm pro každou číslici) pro kódování číslic 2–7 a pro nepřímé kódování číslice 1, jak je popsáno v následující části
- 5 oblastí pro středovou značku (01010)
- 42 oblastí (sedm pro každou číslici) pro kódování číslic 8–13
- 3 oblasti pro koncovou značku (101).

Jednotlivé číslice jsou kódovány binárně, ale v každé skupině jinak:
- první číslice je kódována nepřímo pomocí první skupiny 6 číslic (na základě parity)
- první skupina 6 číslic - pro každou číslici existují dvě možnosti kódování (L a G), vždy však začínají bílou plochou a končí černou, kromě toho první číslice je vždy kódována L variantou
- druhá skupina 6 číslic - používá jen jeden způsob kódování (R), vždy začíná černou plochou a končí bílou.

Kódování L je s lichou paritou, R se sudou paritou a G je se sudou paritou, od R se liší obráceným pořadím bitů. Díky tomu může software poznat, zda byl čárový kód načten zleva doprava nebo zprava doleva.

## Historie
Čárové kódy umožnily řadu obchodních činností zjednodušit a automatizovat, pro automatizaci v obchodě bylo ovšem třeba sjednotit číslování produktů různých výrobců. Proto kolem roku 1970 vzniklo v USA sdružení výrobců a obchodníků, které vytvořilo 12místný kód UPC, složený z kódu výrobce a kódu výrobku.
Roku 1965 vytvořil profesor G. Foster z Dublinu pro britský obchodní řetězec W. H. Smith systém číslování knih, Standard Book Number, SBN. Pro použití v mezinárodním obchodě stačilo předřadit číslici, která původně určovala jazykovou oblast. Kód pro angličtinu byl 0 a 1, pro francouzštinu 2, pro němčinu 3, pro Japonsko 4, pro Rusko 6 a pro Čínu 7. Roku 1970 vyšla norma ISO 2108, která popisuje víceúrovňové kódování. Roku 2005 se spojila americká skupina UCC a evropské EAN a vytvořily jednotný systém EAN/GTIN, který různé předchozí systémy zastřešuje pomocí prefixů.